# Cyperus poecilus
Cyperus poecilus är en halvgräsart som beskrevs av Charles Baron Clarke. Cyperus poecilus ingår i släktet papyrusar, och familjen halvgräs. Inga underarter finns listade i Catalogue of Life.